# 兵庫県立芦屋高等学校
兵庫県立芦屋高等学校（ひょうごけんりつあしやこうとうがっこう）は、兵庫県芦屋市宮川町に所在する公立高等学校。

## 設置学科
- 普通科

## 概要
同校は学力向上ステップハイスクール事業の指定を受け、甲南大学、甲南女子大学、関西学院大学との高大連携講座を実施している。2005年度から通学区域拡張および全日制普通科単位制に改編された。

## 教育目標
民主的、文化的で平和な国家及び社会の有為な形成者として必要な資質を養うために、自ら学ぶ意欲と社会の変化に対応できる能力の育成を図るとともに、個性の伸長を目指した教育の充実に努める。 

## 校風
「自治・自由・創造」を教育綱領としており、創立以来自由な校風を特徴としている。そのため「自治会」と呼ばれる生徒による運営が行われている。また標準服は指定しているものの、制服は指定されておらず、服装も生徒の自主性に委ねている。

## 著名な出身者
- 生田正治（日本郵政公社初代総裁、商船三井元社長）
- 大橋太朗（元阪急電鉄社長）
- 注連浩行（元ユニチカ社長、元日本紡績協会会長）
- 水谷頴介（建築家、都市計画家）
- 石塚睦（天文学者）
- 森一夫（教育評論家。日本理科教育学会名誉会員・元会長。大阪教育大学名誉教授、大阪総合保育大学大学院教授）
- 小寺弘之（第13・14・15・16代群馬県知事）･･東京都立新宿高校に転校
- 伊藤舞（前芦屋市長・1期、元芦屋市議会議員・3期）
- 杉谷和男（元プロ野球選手）
- 植村義信（日本ハムファイターズ元監督）
- 本屋敷錦吾（元プロ野球選手）
- 渡海昇二（元プロ野球選手）
- 寺本勇（元プロ野球選手）
- 安藤敏雄（元プロ野球選手）
- 矢野実（元プロ野球選手）
- 中内正（福岡ダイエーホークス元オーナー）
- 加茂周（サッカー日本代表元監督）
- 淀川隆博（元サッカー選手）
- 有本義明（野球評論家）
- 児玉隆也（ルポライター）
- 川島令三（鉄道研究家）
- 島田順司（俳優）
- 半田健人（俳優）
- 勝呂誉（俳優）
- 川村龍一（ラジオパーソナリティ）
- やぶうち優（漫画家）
- タイガー大越（トランペッター）
- 鎌田奈津美（グラビアアイドル・女優）
- 武田博行（プロサッカー選手）
- 川上元美（デザイナー）
- 増田彰久（建築写真家）
- Niki（ファッションモデル・タレント)
- 三原舞依（フィギュアスケート選手）
- 吉岡美帆（セーリング選手）
- 舘山聖奈（関西テレビアナウンサー）
- でんがん（YouTuber）

## 部活動
運動部16、文化部15がある。硬式野球部は昭和20年代に6回、全国高等学校野球選手権大会に兵庫県代表として出場し、1952年（昭和27年）の第34回全国高等学校野球選手権大会で優勝した。
毎年5月に兵庫県立西宮高校との定期戦があり、運動部の試合が行われる。
1997年のナホトカ号重油流出事故の際には、ボランティア部の生徒を中心に、100名以上の生徒が北陸の海岸で原油回収作業にあたった。
鉄道研究部やダブルダッチ同好会、カヌー部、ヨット部といった公立高校では珍しい部活動も存在する。

## 阪神・淡路大震災
1995年に発生した阪神・淡路大震災では同校も人的・設備的にも大きな損害を受けた。当時の在校生3名、卒業生31名が死亡した。校舎は中館・南館が使用不能、建て替えとなり約2年4か月にわたり仮設校舎で授業を行った。

## 略称
- 芦屋市立芦屋高等学校が廃校になる前には、略称は区別して「県芦（けんあし）」と呼ばれることも多かったが、廃校後は以前からの略称である「芦高」（あしこう）に戻りつつある。また当校の校歌、自治会歌および応援歌のそれぞれ歌詞にも「芦高」とあるため「芦高」が伝統的な略称である。
- 旧制兵庫県立芦屋中学校の流れをくむため、Ashiya Upper Secondary Schoolの略称であるAUSSが現在でも使われている。

## その他
- 入学定員の50%は推薦入学による選抜である。推薦選抜は兵庫県下全域から出願が認められている。
- 2007年度より2学期制へ移行した。
- 同窓会は、「あしかび会」と呼ばれる組織によって行われている。体育館・プールの敷地の南側に2階建ての「あしかび會館」がありOB･OGに開放している。
- 平成26年度より台湾の新北市立三重高級中学校と提携を結んでおり，修学旅行ではお互いの交流を深めている。
- 校歌、自治会歌、定期戦歌、応援歌、第二応援歌「勝利の歌」が歌われる。第二応援歌は運動部が試合に勝った際に歌われる。
- 校歌は1番から4番まであり、それぞれに春夏秋冬の芦屋の風景が歌われる。式典などで歌われるのは1番および2番であるため、3番、4番の歌詞はあまり知られていない。
- 「自治会」と呼ばれる生徒組織による運営が行われているため、一般的な高校の生徒会長職は「自治会長」と呼ばれる。
- 一般的な高校で行われる文化祭は「記念祭」と呼ばれる。
- 「芦高体操」なる高校独自の体操があり、入学後の1年生は体育の授業ではまずこれを習得する。